# クラーク郡 (ネバダ州)
クラーク郡（英: Clark County）は、アメリカ合衆国ネバダ州の郡である。人口は226万5461人（2020年）。これはネバダ州人口のほぼ4分の3に相当する。州内で一番人口の多いラスベガス市が郡内に入っており、郡創設以来郡庁所在地になっている。クラーク郡は1909年2月5日にリンカーン郡の一部から分離し、ネバダ州議会によって創設され、1909年7月1日から機能を始めた。
郡の土地の大半はネバダが州になる前のアリゾナ準州パーユート郡に属していた。郡名はモンタナ州の銅業界の大立て者でアメリカ合衆国上院議員を務めたウィリアム・アンドリューズ・クラークに因んで名付けられた。クラークは地域内を通るロサンゼルス・ソルトレイク鉄道の建設を大いに推進した者であり、その鉄道が地域の初期発展に大きく貢献した。
クラーク郡は現在主要な観光地でもあり、ホテルとモーテルの客室数は15万室を数えている。ラスベガス・ストリップは世界的に有名なホテルやカジノが多数所在しているが、実際には行政上のラスベガス市域に含まれてはおらず、未編入のパラダイスの域内にある。

## 地理

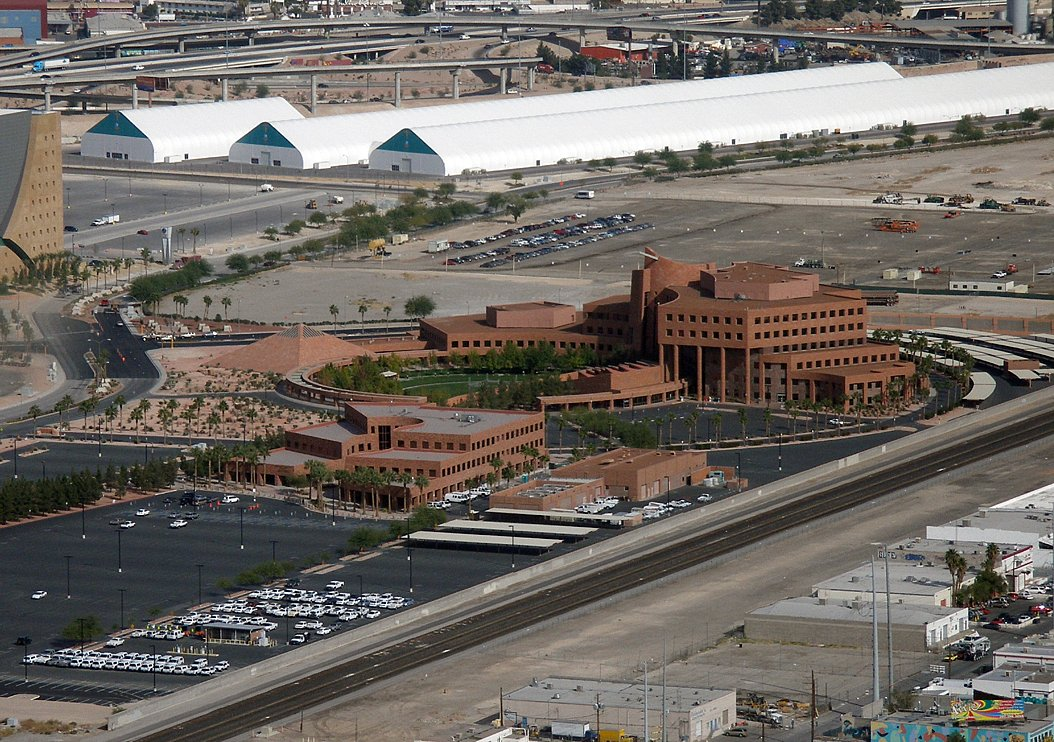
ラスベガスにあるクラーク郡行政センター、背景はワールドマーケットセンターの仮ビル

アメリカ合衆国国勢調査局に拠れば、郡域全面積は8,091平方マイル (20,956 km2)であり、このうち陸地は7,910平方マイル (20,487 km2)、水域は180平方マイル (466 km2)で水域率は2.23%である。
コロラド川が郡の南東境界になっており、フーバーダムによってできたミード湖がその全長にわたってできている。ネバダ州で最も標高が低い地点はクラーク郡内ラフリンの直ぐ南、コロラド川沿いであり、そこから川はネバダ州を出てカリフォルニア州とアリゾナ州に流れている。ラスベガスは「バレー」である。グレーター・ラスベガスは地殻変動でできたバレーであり、4つの山脈に囲まれ、北西には標高11,918フィート (3,633 m) で最高峰のチャールストン山が近い。チャールストン山にある森林地帯を除けば、クラーク郡の地形は砂漠である。メキシコハマビシが主な植生であり、山脈にはほとんど植生も無く、大半は岩が露出している。

### 隣接する郡
- リンカーン郡 - 北
- ナイ郡 - 西
- インヨー郡 (カリフォルニア州) - 南西
- サンバーナーディーノ郡 (カリフォルニア州) - 南
- モハーヴェ郡 (アリゾナ州) - 東

## 人口動態
以下は2000年国勢調査による人口統計データである。
| 基礎データ - 人口: 1,375,765人 - 世帯数: 512,253 世帯 - 家族数: 339,623 家族 - 人口密度: 67人/km2（174人/mi2） - 住居数: 559,799軒 - 住居密度: 27軒/km5（71/mi2） 人種別人口構成 - 白人: 61.58% - アフリカン・アメリカン: 10.18% - ネイティブ・アメリカン: 0.79% - アジア人: 7.27% - その他の人種: 8.61% - 混血: 4.20% - ヒスパニック・ラテン系: 21.96% 年齢別人口構成 - 18歳未満: 25.6% - 18-24歳: 9.2% - 25-44歳: 32.2% - 45-64歳: 22.3% - 65歳以上: 10.7% - 年齢の中央値: 34歳 - 性比（女性100人あたり男性の人口） - 総人口: 103.5 - 18歳以上: 102.8 | 世帯と家族（対世帯数） - 18歳未満の子供がいる: 31.7% - 結婚・同居している夫婦: 48.7% - 未婚・離婚・死別女性が世帯主: 11.8% - 非家族世帯: 33.7% - 単身世帯: 24.5% - 65歳以上の老人1人暮らし: 6.7% - 平均構成人数 - 世帯: 2.65人 - 家族: 3.17人 収入と家計 - 収入の中央値 - 世帯: 53,536米ドル - 家族: 59,485米ドル - 性別 - 男性: 35,243米ドル - 女性: 27,077米ドル - 人口1人あたり収入: 21,785米ドル - 貧困線以下 - 対人口: 10.8% - 対家族数: 7.9% - 18歳未満: 14.1% - 65歳以上: 7.3% |

## 観光

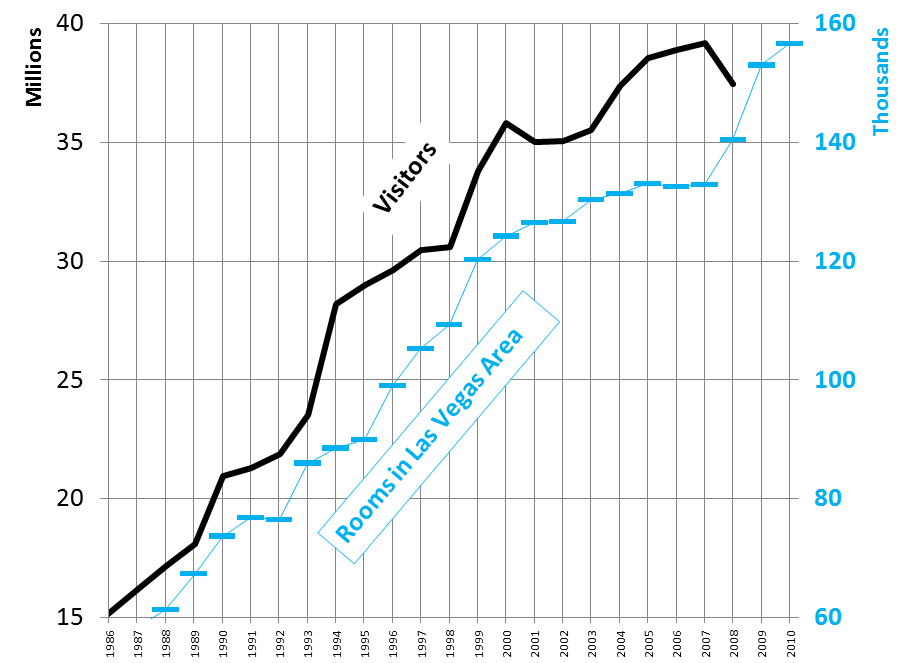
観光客数とホテルの室数の推移、ラスベガス会議観光局の数値

ラスベガス会議観光局はクラーク郡における過去の観光客数とホテルの室数を掲示している。1989年11月にミラージュがオープンしたことで、現代の大量のカジノリゾート時代が始まった。2008年まではホテルの客室数増が観光客数増に概ね合っていた。その後不釣り合いな建設ブームと観光客数の減少が続いた。2009年最初の4か月に観光客数減7.2%が記録されたが、これが1年か続いた場合の観光客数は3,500万人を下回り、2000年以前の水準に戻っていたはずだった。

### 賭博地域
ネバダ州は州内を幾つかの賭博地区に分けている。クラーク郡に関連有る賭博地区は以下の通りである。
- ボールダー・ストリップ: この地域には、ボールダー・ハイウェイ沿いにサムズタウン、ボールダー・ステーション、アリゾナ・チャーリーズ・ボールダー、およびマジックスターなど33か所のカジノがある。ヘンダーソン市域内のカジノであるグリーンバレー・ランチ、サンセット・ステーション、フィエスタ、エルドラド、およびジョーカーズ・ワイルドなども含まれる。
- ダウンタン: 19のカジノがある。
- LV ストリップ: この地域にはラスベガス大通り沿いの北端にあるザ・ストラトスフィアから南端のマンデレーベイまで全てのカジノが含まれる。またこの地域に近いザ・リオ、サウスポイント、およびハードロックも含まれ、さらにマッカラン空港がある。
- ノースラスベガス: この地域には11のカジノとフィエスタ、テキサス・ステーション、ジェリーズナゲットおよびサンタフェ・ステーションが含まれる。
- ラフリン: ラフリンにあるカジノ全てが含まれる。
- メスキート: メスキートにあるカジノ全てが含まれる。
- 郡内残り部分: ここには66のカジノが含まれ、レイクラスベガス、ジャン、プリム、レイルロードパスおよびハシエンダにあるカジノと、他の地区に含まれない例えばアリゾナ・チャーリーズ・ディケーター、ゴールドコースト、ジ・オーリアンズ、ザ・パームズ、サンコースト、ランパートおよびレッドロック・リゾート・スパ・アンド・カジノが含まれている。

## 政治
クラーク郡の政府は7人の委員から成るクラーク郡委員会が運営している。委員は4年任期であり、2年おきに行われる政党選挙により半数が改選されている。
各選挙の後に委員は委員会を主宰する議長を選出する。日々の行政は委員会が雇用数郡マネジャーによって行われている。未編入領域の町もこの委員会に提言を行う委員を指名してきた。
郡はラスベガス市にあるクラーク郡行政センターで運営されている。この建物は形状が変わっており、屋外にはコンサートなどの行事が開催される円形劇場がある。
ラスベガス都市圏警察部が郡の中央監獄、公式名はクラーク郡拘置所の運営をはじめ郡内の法の執行の大半を行っている。現在の警察部は1973年に創設された。このときクラーク郡保安部がラスベガス警察部と統合した。
その他独自の警察組織を持っている団体としては、ネバダ大学ラスベガス校、クラーク郡教育学区と、ヘンダーソン、メスキート、ボールダーシティおよびノースラスベガスのような都市がある。クラーク郡公園警察はクラーク郡が運営する全ての公園の他、クラーク郡円形劇場、クラーク郡アーチェリー場、およびデザートローズ・ゴルフコースのような選別された施設を幾つか管轄している。
地域公正センターは2005年にクラーク郡裁判所に置き換わり、フリーモント通り中心街からほぼ3ブロックのルイス・アベニュー200に位置している。

## 地域機関

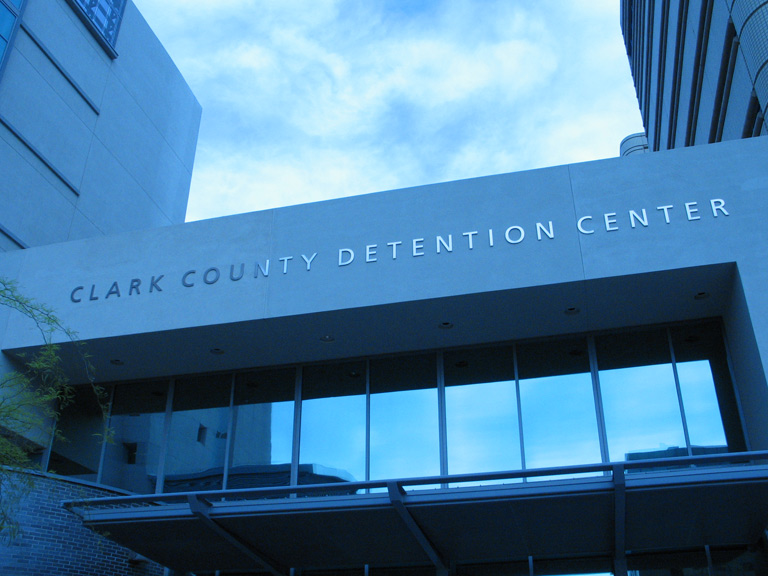
クラーク郡拘置所

### クラーク郡地域洪水制御地区
クラーク郡地域洪水制御地区は1985年にネバダ州議会によって創設され、クラーク郡が洪水問題を大がかりに解決する方途を与えている。

### クラーク郡教育学区
公立の初等および中等教育はクラーク郡教育学区が管轄している。

### 南ネバダ地域交通委員会
南ネバダ地域交通委員会は地域交通システムを運営し、主要道路大半の企画を行っている。

### 南ネバダ水資源局
南ネバダ水資源局はラスベガス・バレーに水を配分する複数の部局が合流した団体である。

#### ラスベガス・ウォッシュ協調委員会
ラスベガス・ウォッシュ協調委員会はラスベガス・ウォッシュ（湿地）を維持し保護する団体である。
1999年以来、ウォッシュの岸辺を安定させウォッシュを取り囲む湿地を再生し拡張するために、15,000本以上の植樹を行った。このウォッシュをより自然の状態に戻すための動きとして、50万ポンド (226,000 kg) 以上のゴミを除去した。

## 州政府
ネバダ州矯正部のフロレンス・マックルア婦人矯正所がノースラスベガスにある。この施設は1997年9月1日に開所された南ネバダ婦人矯正施設が始まりだった。この施設はアメリカ矯正コーポレーションによって建設され運営されていた。その後ネバダ州が直接その施設の運営を行うようになった。ここには女性の死刑囚も収監されている。

## 都市と町

クラーク郡の編入済自治体と未編入領域を示す図

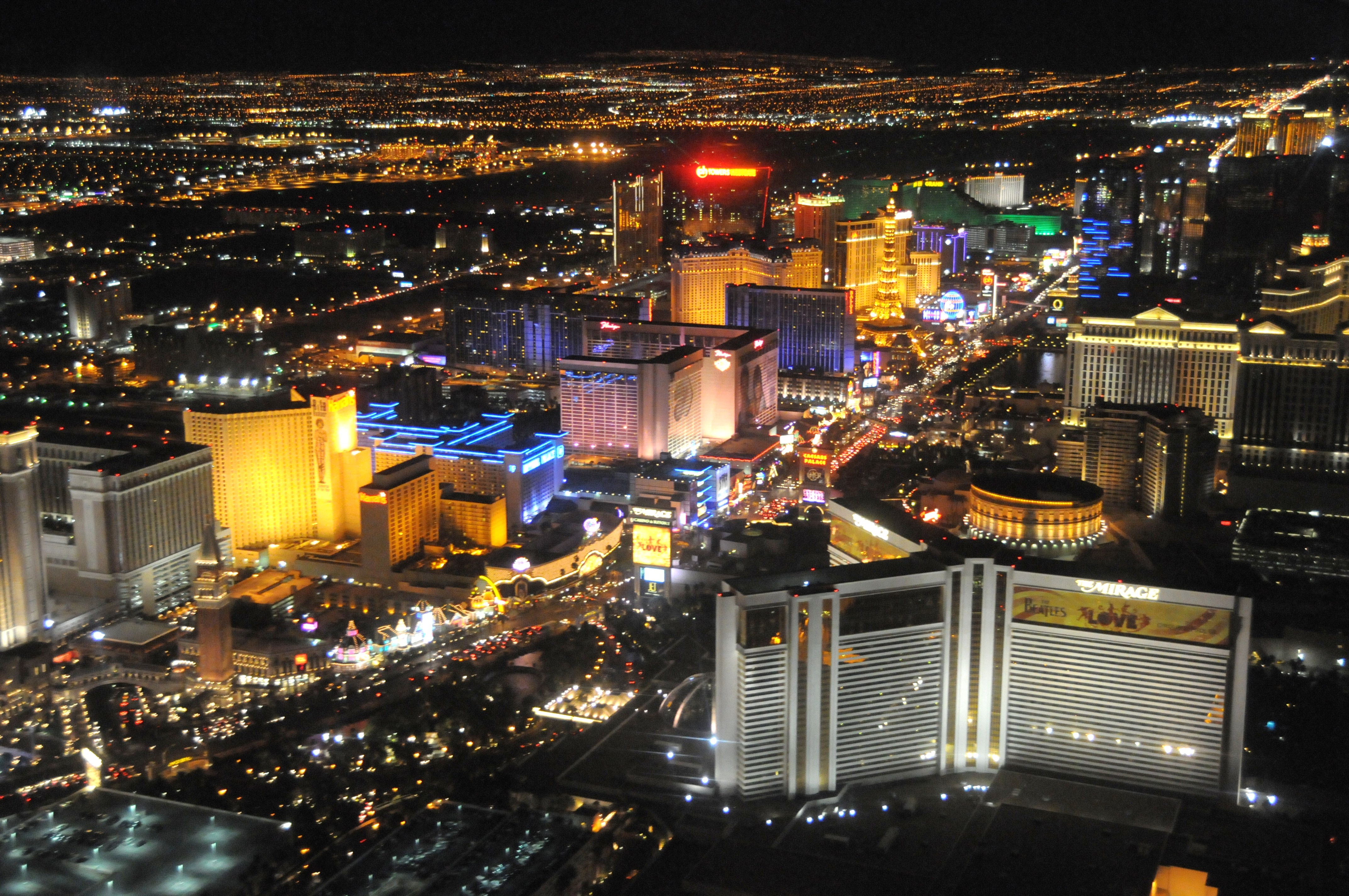
ラスベガス・ストリップ

### 都市
- ラスベガス（郡庁所在地）
- ヘンダーソン
- ノースラスベガス
- ボールダーシティ
- メスキート

### 国勢調査指定地域
- ブルーダイアモンド
- バンカービル
- カル・ネブ・アリ
- エンタープライズ
- フォートモハーヴェ・インディアン居留地（部分）
- グッドスプリングス
- インディアンスプリングス
- ラフリン
- モアパタウン
- モアパバレー
- マウントチャールストン
- パラダイス
- サンディバレー
- サーチライト
- スプリングバレー
- サマリンサウス
- サンライズマナー
- ホイットニー（元イーストラスベガス）
- ウィンチェスター

### その他の町
- アーデン
- カクタススプリングス
- コットンウッドコーブ
- コヨーテスプリングス（計画中）
- グレンデール
- ジャン
- ローガンデール
- マウンテンスプリングス
- ネルソン（またはネルソンランディング）
- オーバートン
- プリム
- スローン

## 連邦政府管轄地
- クリーチ空軍基地
- デザート国立野生生物保護区（部分）
- ハンボルト・トイヤベ国立の森（部分）
- ミード湖国立レクリエーション地域（部分）
- モアパバレー国立野生生物保護区
- マウントチャールストン原生地域
- ネリス空軍基地
- レッドロック・キャニオン国立保存地域
- スローン・キャニオン国立保存地域

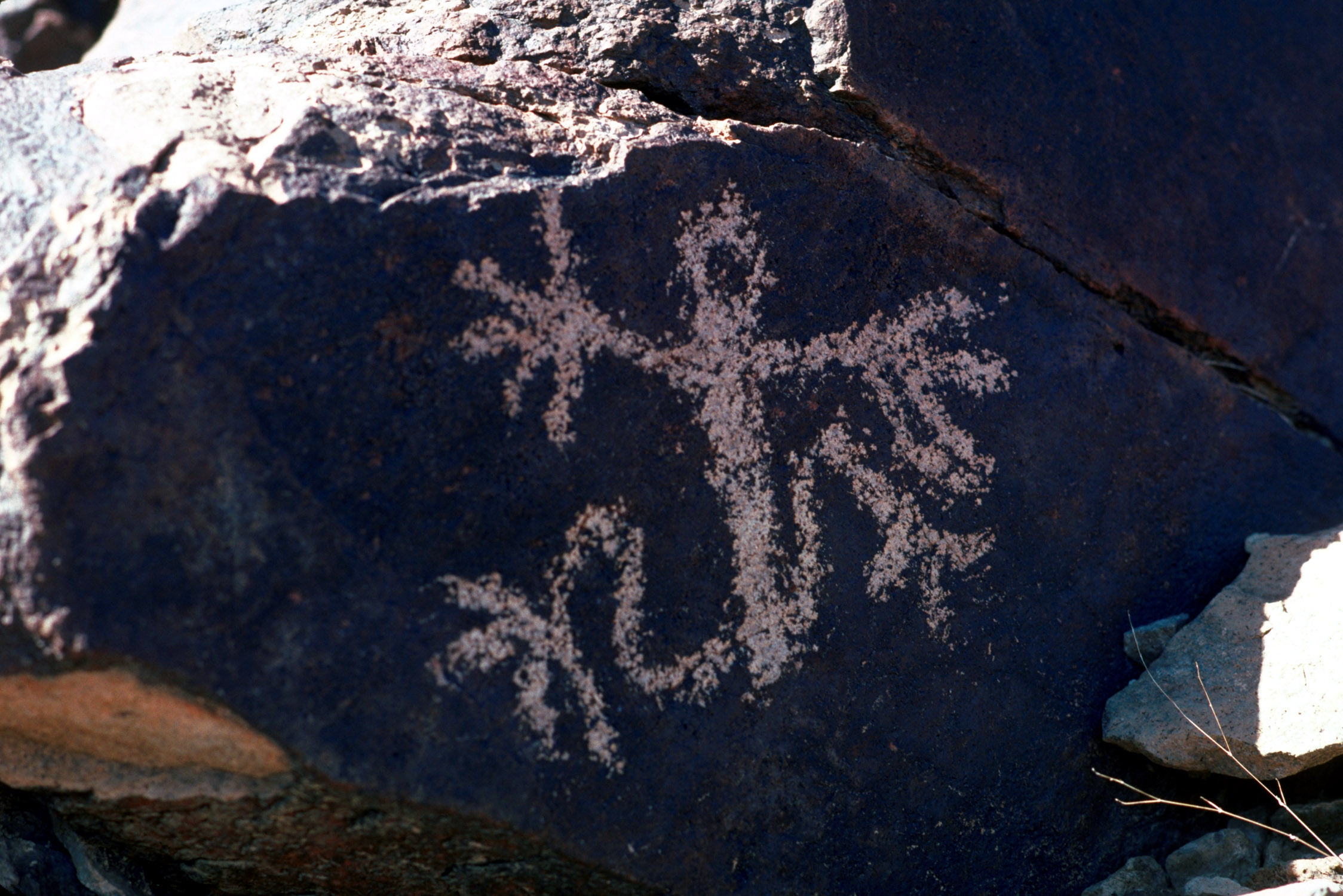
スローン・キャニオンの岩面陰刻

- スプリングマウンテンズ国立レクリエーション地域（部分）
- トイヤベ国立の森（部分）

## 交通

### 主要高規格道路
- 州間高速道路15号線
- 州間高速道路215号線
- 州間高速道路515号線
- アメリカ国道93号線
- アメリカ国道95号線
- ネバダ州道157号線
- ネバダ州道159号線
- ネバダ州道160号線
- 郡道215号線

## 公園とレクリエーション
- クラーク郡公園部
  - サンセット公園 サンセット通りとペコー通りに位置し、最大の公園である[11]。

## 環境問題
クラーク郡には多様な砂漠の植物相と動物相がある。例えば標高の高い山岳地、砂漠の底面およびコロラド川とミード湖の各生態系である。日中温度の変化や季節による温度変動によって種の適応が求められている。1970年以降は特に急速な人間人口の拡大によって新たな負荷が生じている。
1960年代以前の大気質は問題ない範囲にあったが、人口拡大によって生じた自動車数の増大により1980年代には連邦大気質基準に合わない状況が生まれた。
1980年までに予測された開発の波に対してクラーク郡は連邦208節によって予算化された地域環境影響評価を行い、セドウェイ・コークが計画作業を、アースメトリックスが環境評価を行った。これによって将来の汚染拡大、土地利用の変化および環境影響を予測した。
ラスベガス・バレーでは許容できない粉塵レベルのために連邦予算を失うことを防ぐために、2003年にクラーク郡当局の指示でネバダ大気質管理局が大規模な「ゴミ捨て場になるな」キャンペーンを張った。このキャンペーンでラスベガス・バレーにおける粉塵汚染に関して認知度を上げ、汚染物質を減らし、連邦予算の継続を守ることができた。
アペックスにある埋め立て地は2,200エーカー (8.8 km2) の広さがあり、アメリカ合衆国でも最大である。レパブリックサービシーズがこの埋め立て地を所有し運営している。

## 経済
ステーションカジノがクラーク郡の未編入領域に本社を置いている。

## 著名な政府ビル
- クラーク郡行政センター
- 地域公正センター、2005年10月3日開所